# 阿尔马普尔埃斯塔泰
阿尔马普尔埃斯塔泰（Armapur Estate），是印度北方邦Kanpur Nagar县的一个城镇。总人口20797（2001年）。

## 人口
该地2001年总人口20797人，其中男性11270人，女性9527人；0—6岁人口1893人，其中男999人，女894人；识字率79.57%，其中男性为87.06%，女性为70.71%。